# Acuerdo De Gasperi-Gruber
El Acuerdo De Gasperi-Gruber, también conocido como el Acuerdo de París, nombrado así por los ministros de relaciones exteriores de Italia (Alcide De Gasperi) y Austria (Karl Gruber), el 5 de septiembre de 1946 en París, permitió que Tirol del Sur/Alto Adigio y Trento continuaran siendo parte de Italia sin un referéndum, pero aseguró su autonomía. Ambas zonas obtuvieron carácter de provincia autónoma, y juntas conforman la región de Trentino-Alto Adigio.
El origen del acuerdo fueron las medidas de «italianización» del gobierno fascista, que habían trastornado a la población local, la cual reclamaba el autogobierno o regresar a Austria. La falta de respeto del tratado por parte del gobierno italiano llevó a que la ONU emitiera en 1960 las Resoluciones 1497 y 1661.